# VAL 256
Le VAL 256 est un modèle du métro VAL (Véhicule automatique léger) conçu par Matra Transport et en partie fabriqué par la CIMT (Alstom). Le nombre « 256 » dans son intitulé renvoie à la largeur de la cabine, qui mesure 256 cm, soit 2,56 m. Les rames sont automatiques et sont pilotés depuis un poste central (PCC).
Les rames de la ligne Wenhu sont constituées de deux caisses et sont exploitées en unités multiples, soit des rames de quatre voitures, sans intercirculation entre elles. Celles utilisées sur l'Airport Transit System à Chicago étaient mono-caisses et exploitées en unités multiples.
Il n'y a pas de cabine de conduite car il n'y a pas de conducteur, les passagers peuvent donc voir à l'avant du métro. Mais toutefois un petit dispositif manuel de conduite à l'avant de chaque rame existe caché par un capot à serrure.

## Historique
Lors de la construction de la première ligne de VAL à Lille, la matériel roulant proposé par Matra et la CIMT est conçu avec un faible gabarit afin de réduire les coûts de construction : 2,06 m de largeur et seulement 26 m de long pour un élément de VAL 206.
En vue d'exporter le VAL à l'international et de conquérir les grandes agglomérations, Matra décide ensuite de proposer également une version à grand gabarit de son métro automatique. Celle-ci doit être capable de transporter jusqu'à 40 000 passagers / heure. Le VAL 256 dispose ainsi d'un gabarit plus généreux avec une largeur intérieure de 2,56 m et un écartement des rails porté à 1,880 m.
Les premiers VAL 256 sont livrés à Jacksonville en 1989 afin d'équiper le SkyTrain, une ligne de métro automatique aérienne de seulement trois stations. La ligne dispose de deux rames composées d'un seul véhicule. En 1993, Matra livre une version à plusieurs voitures du VAL 256 à l'aéroport international O'Hare de Chicago (pour la ligne de l'Airport Transit System) et à Taipei (pour la ligne Muzha). En raison de problèmes techniques, cette dernière n'ouvrira finalement qu'en 1996 après que Matra se soit retiré du contrat.
La même année, Matra échoue dans ses négociations avec la ville de Jacksonville en vue d'équiper la phase II du SkyTrain et le projet est repris par Bombardier, qui propose de le remplacer par monorail. Par conséquent le système VAL est démantelé et les deux véhicules sont revendus à Chicago.
En 2009, pour l'extension de la ligne Muzha de Taipei qui devient le ligne Wenhu, Bombardier livre un modèle baptisé APM 256 et destiné à compléter le parc de VAL 256. La ligne est également équipée d'un automatisme CBTC qui remplace les automatismes d'origine fournis par Matra. Après modification, les VAL 256 équipés des nouveaux automatismes entrent en service en 2010.
En 2019, la navette aéroportuaire de Chicago est fermée pour une durée de 3 ans afin de la rénover et de renouveler le matériel. Les VAL 256 sont réformés et remplacés par des APM 256 de Bombardier, identiques à ceux circulant à Taipei. Le nouveau matériel entre en service en 2021.

## Commercialisation
| Situation              | Nombre de voitures | Année de livraison | Année de retrait | Longueur du réseau | Observations - Particularités |
| ---------------------- | ------------------ | ------------------ | ---------------- | ------------------ | --- |
| Jacksonville (Floride) | (2)                | 1989               | 1996             | 4 km               | Matériel retiré en 1996 et revendu à l'Airport Transit System, la ligne ayant été transformée en monorail, le JTA Skyway. |
| Chicago (Illinois)     | (15)               | 1993               | 2019             | 4,3 km             | - Ligne Airport Transit System desservant l'aéroport international O'Hare. - Parc initial de 13 voitures monocaisses, complétées par les deux voitures rachetées à Jacksonville et exploitées en unité multiple. - Matériel radié en 2019 dans le cadre de la modernisation de la ligne et remplacé par des Innovia APM 256. |
| Taipei                 | 102                | 1993               |                  | 10,8 km            | - Ligne Wenhu - Rames bi-caisses et exploitation en unité multiple. |